# Piermario Morosini
Piermario Morosini, född 5 juli 1986 i Bergamo, död 14 april 2012 i Pescara, var en italiensk fotbollsspelare som spelade som mittfältare i Livorno, utlånad från Udinese. 
Under en bortamatch mot Pescara den 14 april 2012 drabbades Morosini av en hjärtattack när en halvtimme var spelad. Matchen avbröts omedelbart. Han fördes till sjukhus men avled en kort stund senare. Av respekt ställdes all planerad fotboll i Italien in under kommande dagar. Detta skedde bara någon månad efter att Fabrice Muamba som spelade i laget Bolton Wanderers även han kollapsat på plan men blivit återupplivad. Morosini hade troligen ett medfött hjärtfel och avled vid endast 25 års ålder.

## Privatliv
Morosini växte upp i staden Bergamo, norra Italien. Redan som 15-åring förlorade han sin mor och två år senare dog hans far. Han hade två syskon (en bror och en syster) som båda var handikappade. Några år efter föräldrarnas död tog brodern sitt liv genom att hoppa från ett fönster. Piermario blev nu ensam kvar med sin handikappade syster som han försörjde ekonomiskt.